# Placenta accreta
La placenta accreta es produeix quan la totalitat o part de la placenta s'implanta de manera anormal en el miometri (la capa muscular de la paret uterina). Es defineixen, d'acord amb la profunditat de la invasió, tres graus d'invasió de la placenta anormal:
- Accreta - les vellositats coriòniques s'adhereixen al miometri, en lloc de limitar-se a la decídua basal.
- Increta - les vellositats coriòniques envaeixen el miometri.
- Percreta - les vellositats coriòniques envaeixen a través del miometri.

A causa de l'afecció anormal del miometri, la placenta adherida s'associa amb un major risc de sagnat abundant en el moment de l'intent de part vaginal. La necessitat de transfusió sanguínia és freqüent, i la histerectomia a vegades és necessària per controlar l'hemorràgia potencialment mortal.

## Factors de risc
Un factor de risc important per a la placenta adherida és la placenta prèvia en presència d'una cicatriu uterina. placenta prèvia és un factor de risc independent de placenta adherida. S'han recollit factors de risc addicionals per com l'edat materna i la multiparitat, cirurgia uterina prèvia, raspat uterí anterior, irradiació de l'úter, ablació endometrial, síndrome d'Asherman, liomiomes uterins, anomalies uterines, trastorns hipertensius de l'embaràs, i tabaquisme.

## Tractament
El tractament més segur i més comú és una cesària programada i la histerectomia abdominal si es diagnostica placenta adherida abans del naixement.